# Altri tempi
Altri tempi - Zibaldone n. 1 és una pel·lícula d'antologia italiana de comèdia, drama, romàntica i musical del 1952 dirigida per Alessandro Blasetti. Consta de 8 episodis, més un de connexió (Il carrettino dei libri vecchi), extrets de contes del segle xix, que perfilen una imatge de la Itàlia de l'època: adulteris no consumits i traïcions més o menys amagades, idil·lis tendres interromputs bruscament i sortida de soldats cap a la guerra, baralles per motius inútils i judicis per intent d'enverinament del cònjuge.
La pel·lícula va tenir una seqüela, molt assetjada per la censura 'Tempi nostri - Zibaldone n. 2 (1954).

## Argument
Il carrettino dei libri vecchi
A Il carrettino dei libri vecchi un bondadós venedor de llibres antics mostra als seus clients algunes obres del passat, i el conflictiu fill d'un quiosquer li fa una broma.
Ballo Excelsior
Reconstrucció filmada del balet Excelsior, una dansa al·legòrica de finals de segle del compositor Romualdo Marenco interpretada per primera vegada a la Scala de Milà l'11 de gener de 1881.
Meno di un giorno
A Meno di un giorno dos amants, per raons contingents, aconsegueixen veure's en una habitació d'hotel una vegada a l'any, durant unes hores, però a causa d'alguns contratemps no aconsegueixen consumir la seva relació.
Il tamburino sardo
Il tamburino sardo té lloc durant la primera guerra d'independència lluitada contra els austríacs, on un tamboriner molt jove, que lliura un missatge important al comandament italià, és ferit i perd l'ús d'una cama.
Questione d'interesse
A Questione d'interesse dos pagesos lluiten per la possessió de fem.
L'idillio
Com el seu nom l'indica, L'idilliotracta sobre el tendre idil·li d'estiu entre dos nens de famílies de classe alta. Guido, per un petó que li va donar a la dolça grega Filli, es pregunta si aquest acte la va deixar embarassada i també tem per la seva criada, que va tenir un bebè sense estar casada. Amb el final de l'estiu arriba la dolorosa separació.
La morsa
A La morsa («El vici»), un comerciant descobreix l'engany de la seva esposa amb el seu soci comercial. De retorn a casa, al principi fingeix que no ha passat res, després, amb una excusa, acomiada a la criada i, després de negar-li el perdó a la seva esposa, tracta d'induir-la a llevar-se la vida.
Pot-pourri di canzoni
Pot-pourri di canzoni és un musical que conta la història d'un feliç festeig i matrimoni, amenitzat pel naixement d'un fill i conclòs amb la partida del seu marit cap a la guerra, de la qual potser no hi torni.
Il processo di Frine
Il processo di Frine succeeix en Nàpols, on una poblana és jutjada per intentar enverinar al seu marit i a la seva sogra alhora. Gràcies a la seva bellesa incontenible, l'advocat defensor nomenat d'ofici aconsegueix amb una inspirada i vehement arenga revertir la situació, arrossegant al públic i jurats al costat de la imputada. Basada en un conte curt d'Edoardo Scarfoglio, i que fa referència a la història antiga de l'hetera Friné.

## Repartiment
Il carrettino dei libri vecchi
- Aldo Fabrizi: el venedor ambulant de llibres antics.
- Pina Renzi: el quioscquer.
- Enzo staiola: el seu fill.
- Luigi Cimara: cavaller en el convertible.
- Marisa Merlini: dama en el convertible.
- Galeazzo Benti: l'amant.
- Mario Riva: el client puntimirat.
- Alba Arnova: el Progrés.
- Carlo Mazzone-Clementi: l'Obscurantisme.
- Anna Maria Bugliari: Itàlia.
- Mirdza Capanna: la Llum.
- Antonio Acqua: la Ciència.
- Dino Raffaelli: l'Art.
- Filippo Morucci: Alessandro Volta

Meno di un giorno
- Alba Arnova: Matilde.
- Andrea Checchi: Camillo.
- Boxer Cheats: el cap d'estació.
- Bruno Corelli: el cambrer.
- Gabriele Tinti: el jove al tren.
- Silvio Bagolini: el guia.

Il tamburino sardo
- Enzo Cerusico: el timbaler.
- Vittorio Va ser: el capità.
- Attilio Tosato: el sergent.
- Guido Celano: el tinint.
- Ugo Sasso: un solday.
- Yvonne Cocco: monja.
- Pietro Tordi: un infermer.

Questioni d'interesse
- Arnoldo Foà: el camperol
- Folco Lulli: l'altre camperol
- Mario Mazza: el carrabiner.

L'idillio
- Maurizio Di Nardo: Guido.
- Geraldina Parriniello: Filli.
- Paolo Stoppa: el pare de Guido.
- Rina Morelli: la mare de Guido.
- Sergio Tofano: avi de Guido.
- Jone Morino: Magdalena.

La morsa
- Amedeo Nazzari: Andrea Fabbri.
- Elisa Cegani: Giulia, la seva esposa.
- Roldano Lupi: Antonio Serra, el seu amante.
- Goliarda Sapienza: Anna, la serventa.

Pot-pourri di canzoni
- Barbara Florian: la núvia.
- Elio Pandolfi: el nuvi.
- Amalia Pellegrini: la abuela.
- Oscar Andriani: el padre.
- Elena Altieri: la esposa del mayor.
- Gian Aldo Bettoni: el mayor.

Il processo di Frine
- Gina Lollobrigida: María Antonia Desiderio.
- Vittorio De Sica: l'advocat defensor.
- Arturo Bragaglia: el fiscal.
- Giovanni Grasso Jr.: El president de la cort.
- Turi Pandolfini: primer canceller.
- Armando Annuale: segon canceller.
- Vittorio Caprioli: el farmacèutic.
- Dante Maggio: un testimoni.
- Umberto Sacripante
- Liana Del Balzo
- Alberto Talegalli
- Alfredo Rizzo
- Alberto Sorrentino

## Galeria d'imatges

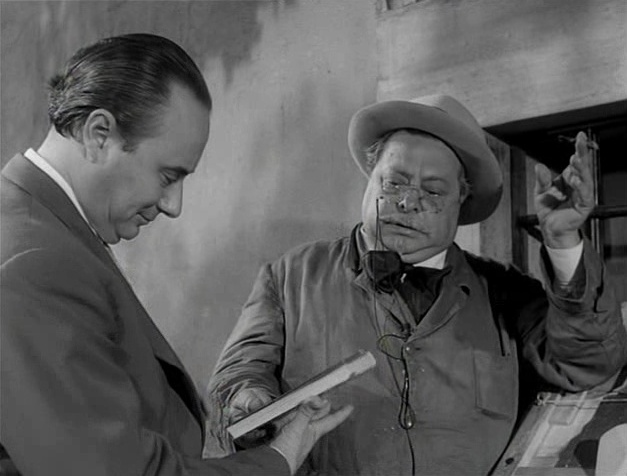
Il carrettino dei libri vecchi
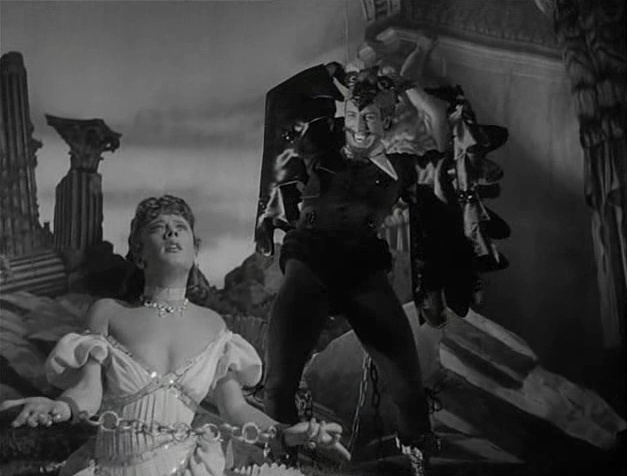
Ballo Excelsior
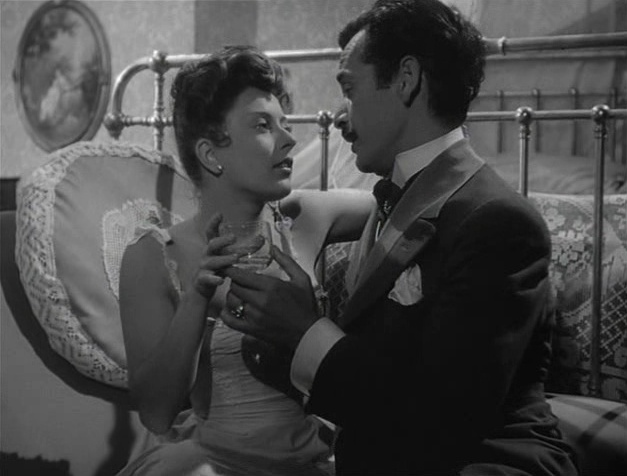
Meno di un giorno
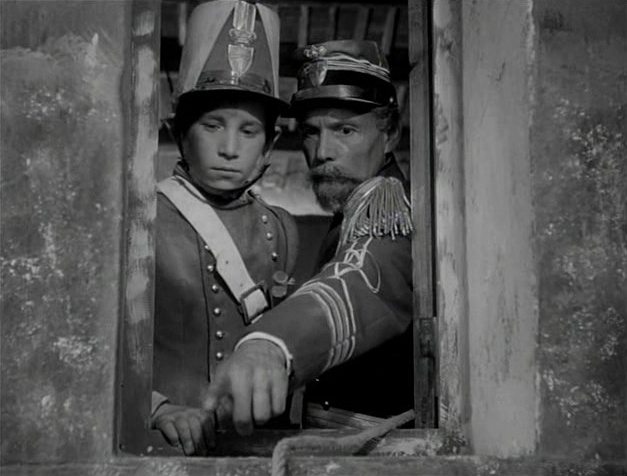
Il Tamburino Sardo
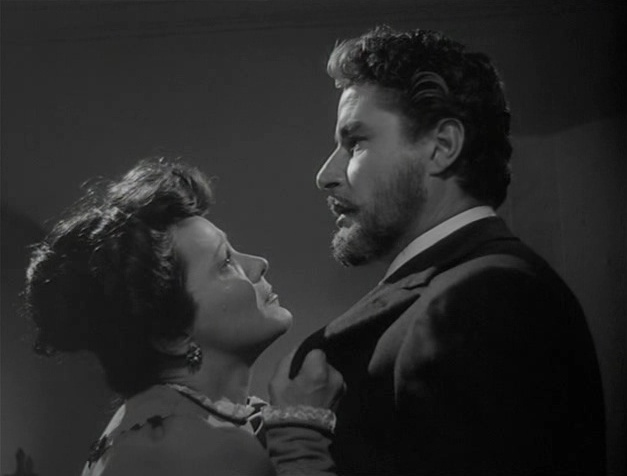
La morsa
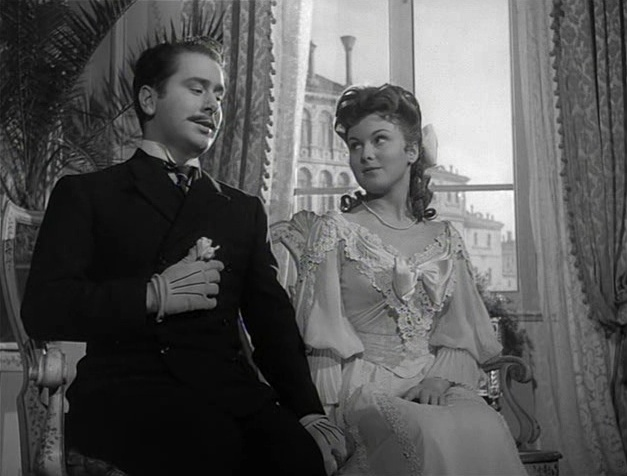
Pot-pourri di canzoni